# Naturschutzgebiet Erlenauwald bei Kellershammer
Das Naturschutzgebiet Erlenauwald bei Kellershammer (NSG-Kennung SG-006) ist mit einer Größe von 0,9 ha das kleinste Naturschutzgebiet der Stadt Solingen. Es liegt im Osten des Stadtgebietes im Stadtteil Burg, unmittelbar an der Grenze zu Remscheid. Das Gebiet wurde 2005 durch die Stadt Solingen als Naturschutzgebiet (NSG) ausgewiesen.

## Gebietsbeschreibung
Das Naturschutzgebiet ist eine – auch kulturhistorisch – begründete, abgestimmte Ergänzung des Naturschutzgebiets Hammertal (RS-020), das sich unmittelbar nördlich auf Remscheider Gebiet in einer Größe von 40 ha erstreckt. Die Naturschutzfläche Erlenauwald bei Kellershammer liegt westlich der Eschbachstraße. Sie wird vom Eschbach durchflossen, der hier eine weitgehend naturnahe Aue mit einer Altarmschlinge, Auen-Tümpeln, Flussinseln und Flutrinnen mit sehr unterschiedlicher Fließdynamik bildet. Die Ursache hierfür ist, dass dort dem Eschbach sein zweitgrößter Nebenbach – der Lobach – zufließt, was bei Starkregenereignissen zu Überflutungen führt und die Landschaft stets neu formt. Zusätzlich münden dort noch drei kleinere rechte Zuflüsse – der Kellershammer Siepen, der Kellershammer Hüttensiepen und ein namenloser Siepen (aus Auf den Wolfskuhlen kommend) in den Eschbach.
Schutzziele der Naturschutzausweisung sind:
- die Erhaltung und Entwicklung des Erlen-Eschen-Auwaldes,
- die Erhaltung und Entwicklung des naturnahen Fließgewässerökosystems Eschbach und
- die Erhaltung eines gut ausgebildeten Biotopkomplexes mit hoher Struktur- und Artenvielfalt.

Die Kartierung hat zahlreiche, in der Region seltene oder gefährdete Tierarten gefunden: Eisvogel (Alcedo atthis), Wasseramsel (Cinclus cinclus), Blauflügel-Prachtlibelle, Gestreifte Quelljungfer (Cordulegaster bidentata), Bergmolch (Ichthyosaura alpestris), Fadenmolch (Lissotriton helveticus) und die FFH-Art:Groppe (Cottus gobio). Der Fund von Flussmützenschnecke (Ancylus fluviatilis) deutet auf eine gute Wasserqualität des Eschbaches.
Bei den Pflanzenarten sind hervorzuheben: Kleinblättrige Brunnenkresse (Nasturtium microphyllum), Gewöhnliche Pestwurz (Petasites hybridus) und Wasser-Sumpfkresse (Rorippa amphibia).

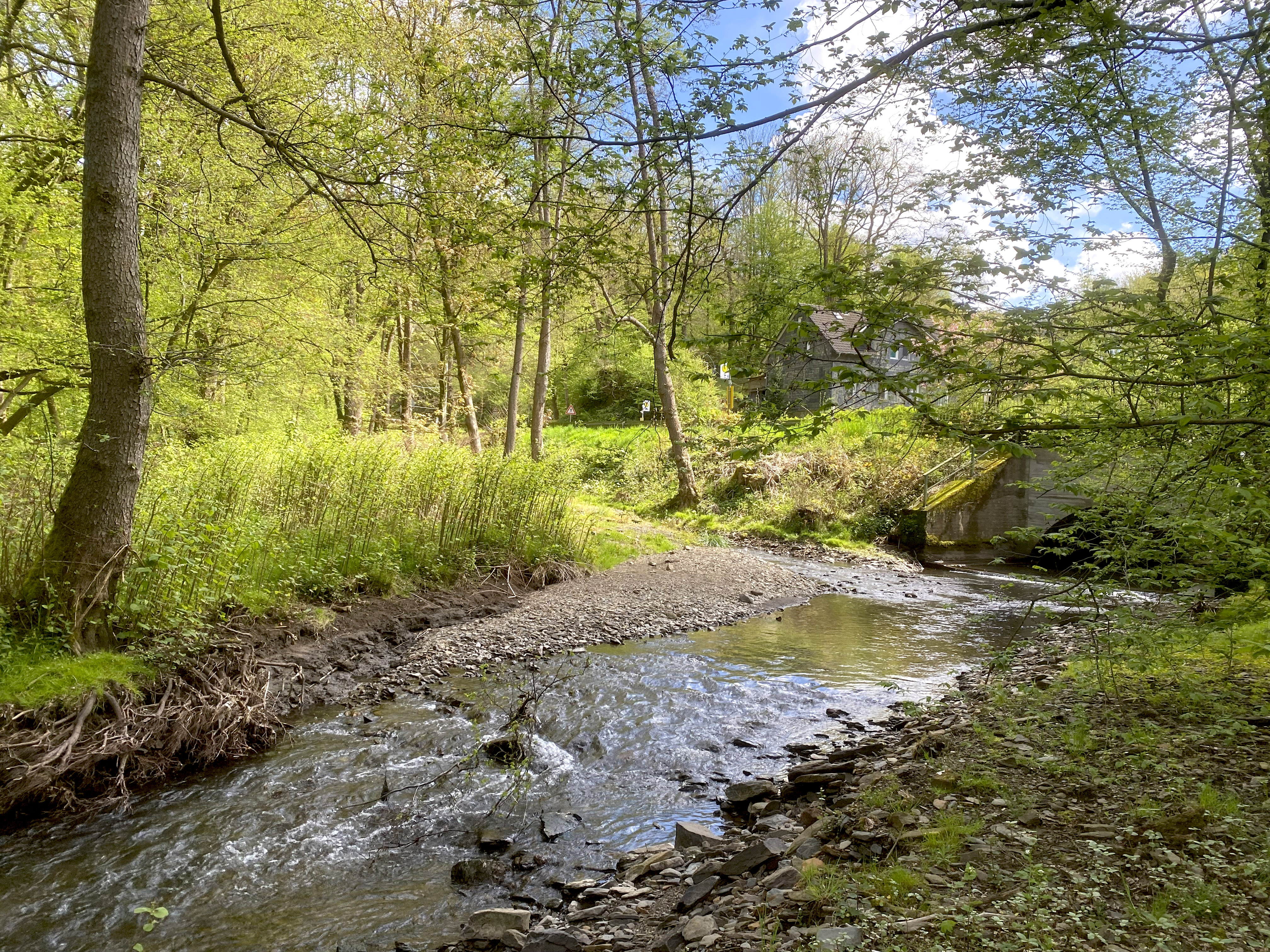
Mündung des Lobach in den Eschbach
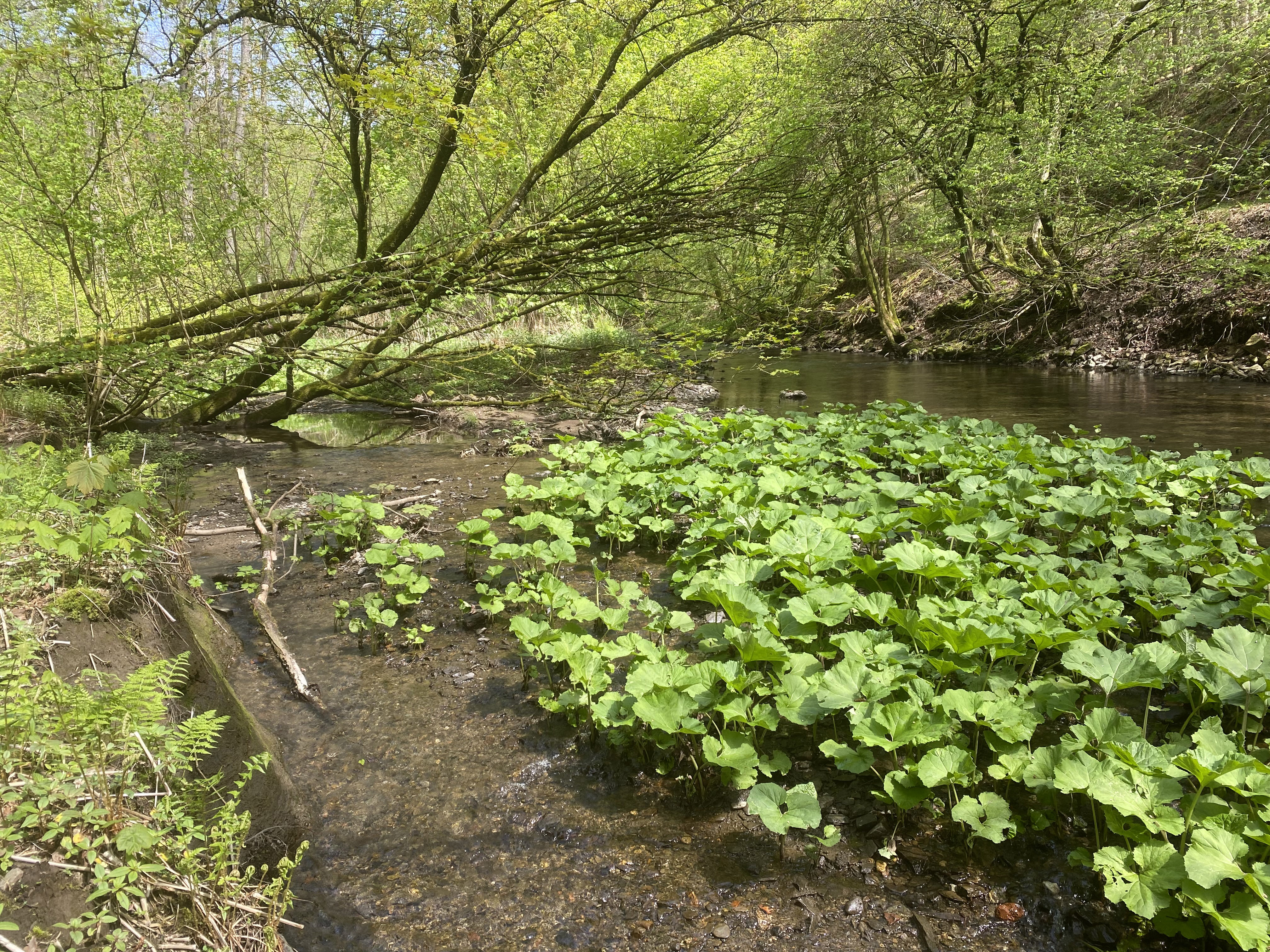
Gewöhnliche Pestwurz (Petasites hybridus)
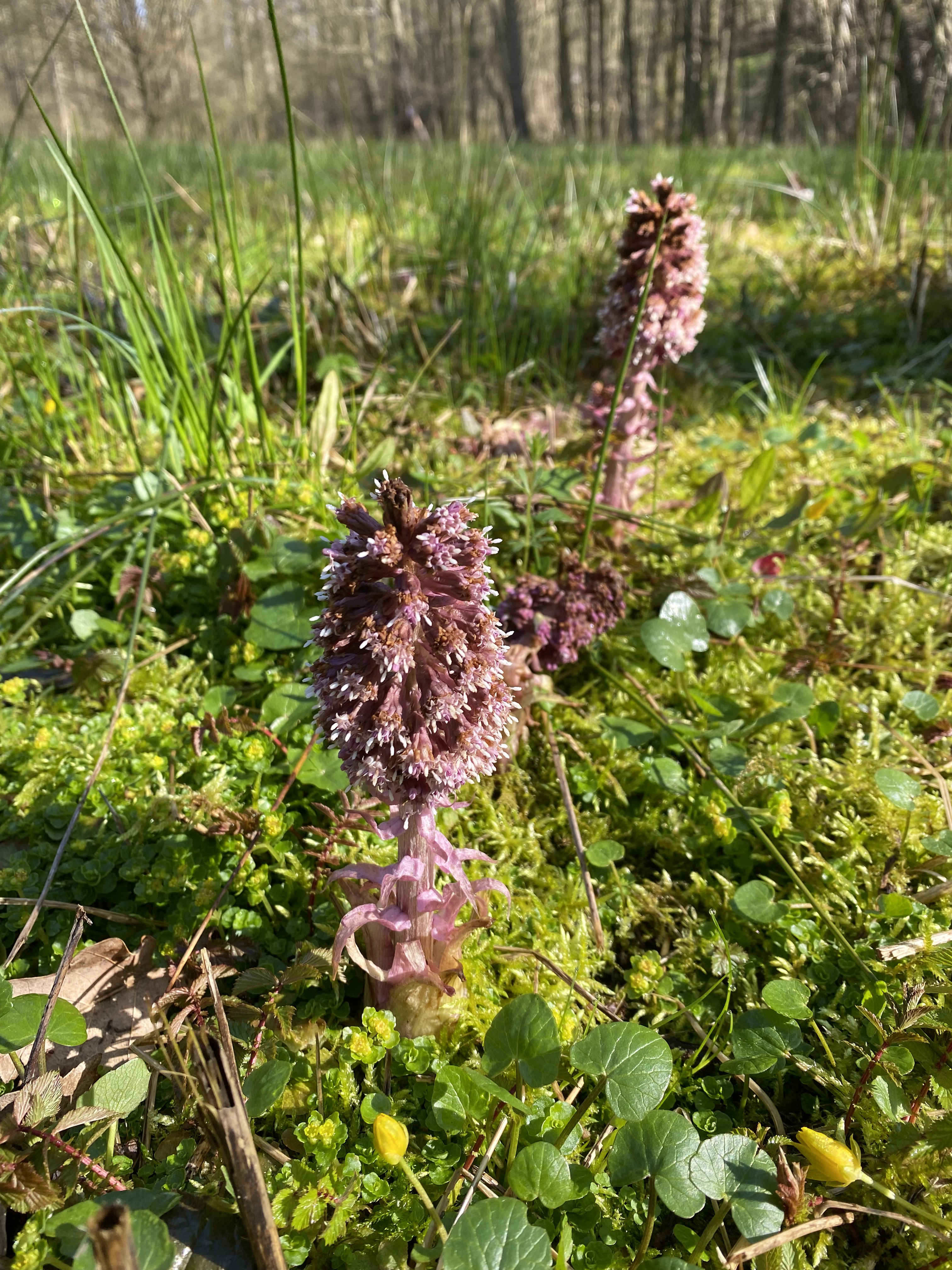
Gewöhnliche Pestwurz – April-Blüte (Petasites hybridus)
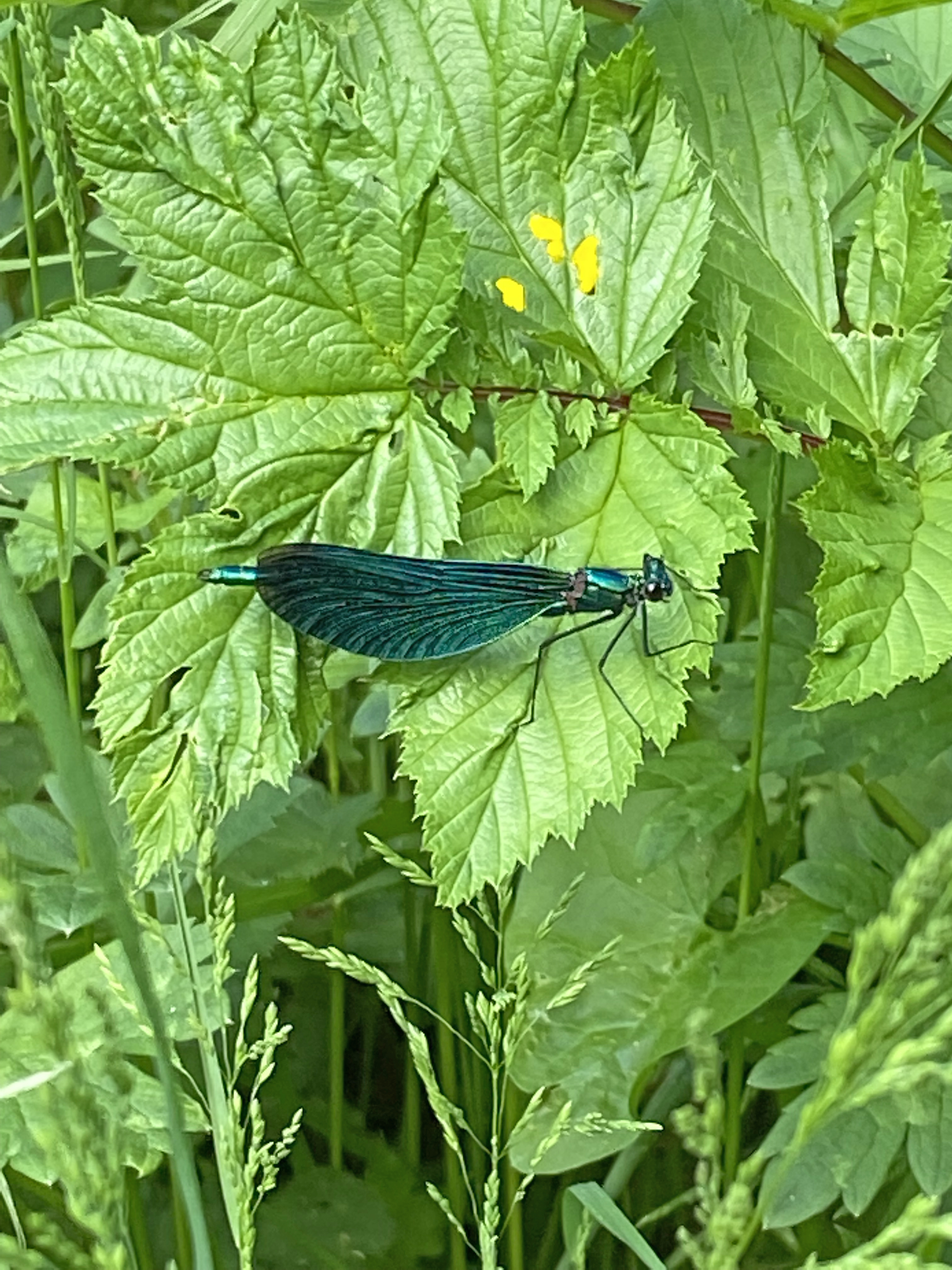
Blauflügel-Prachtlibelle (Calopteryx virgo)
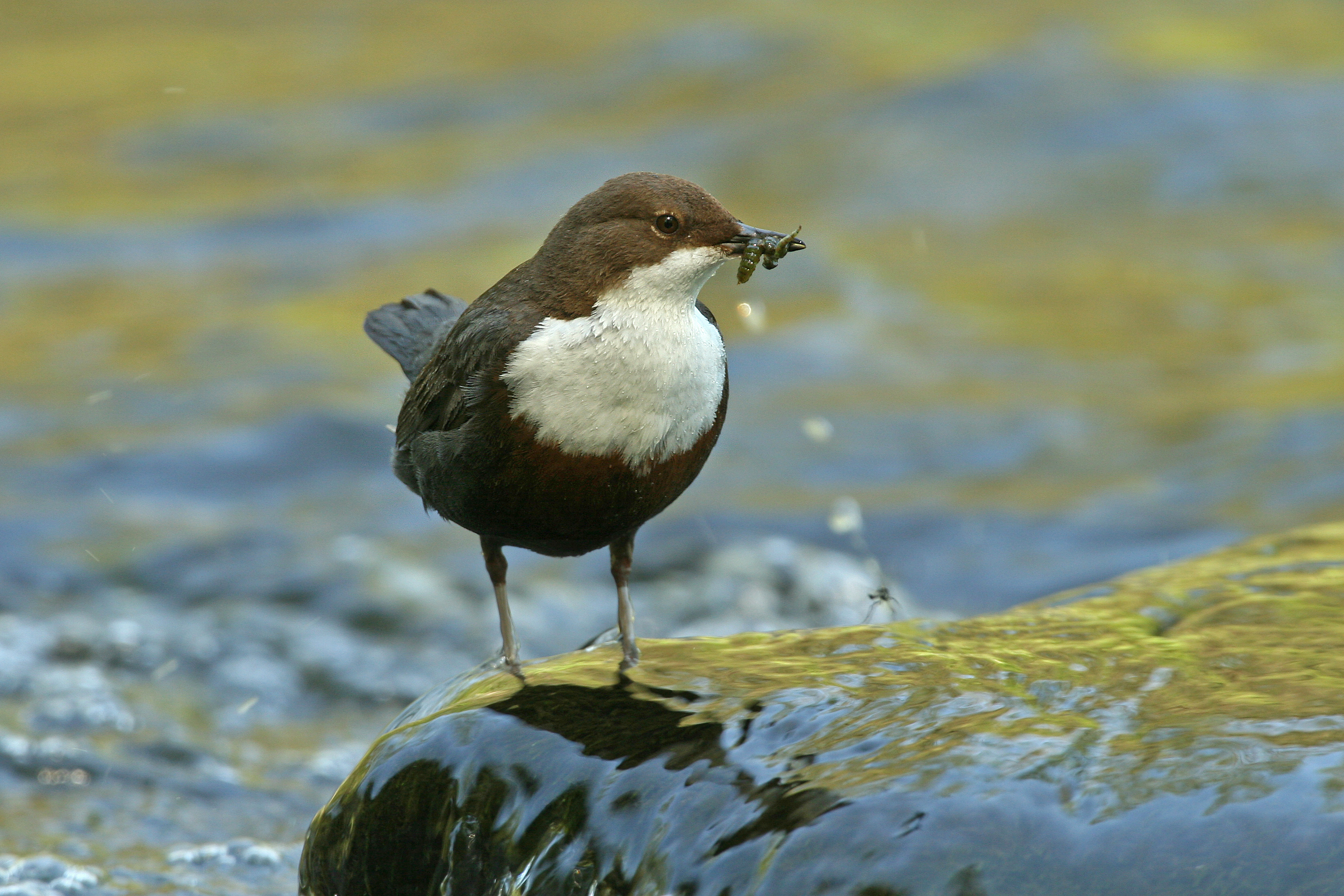
Wasseramsel (Cinclus cinclus)
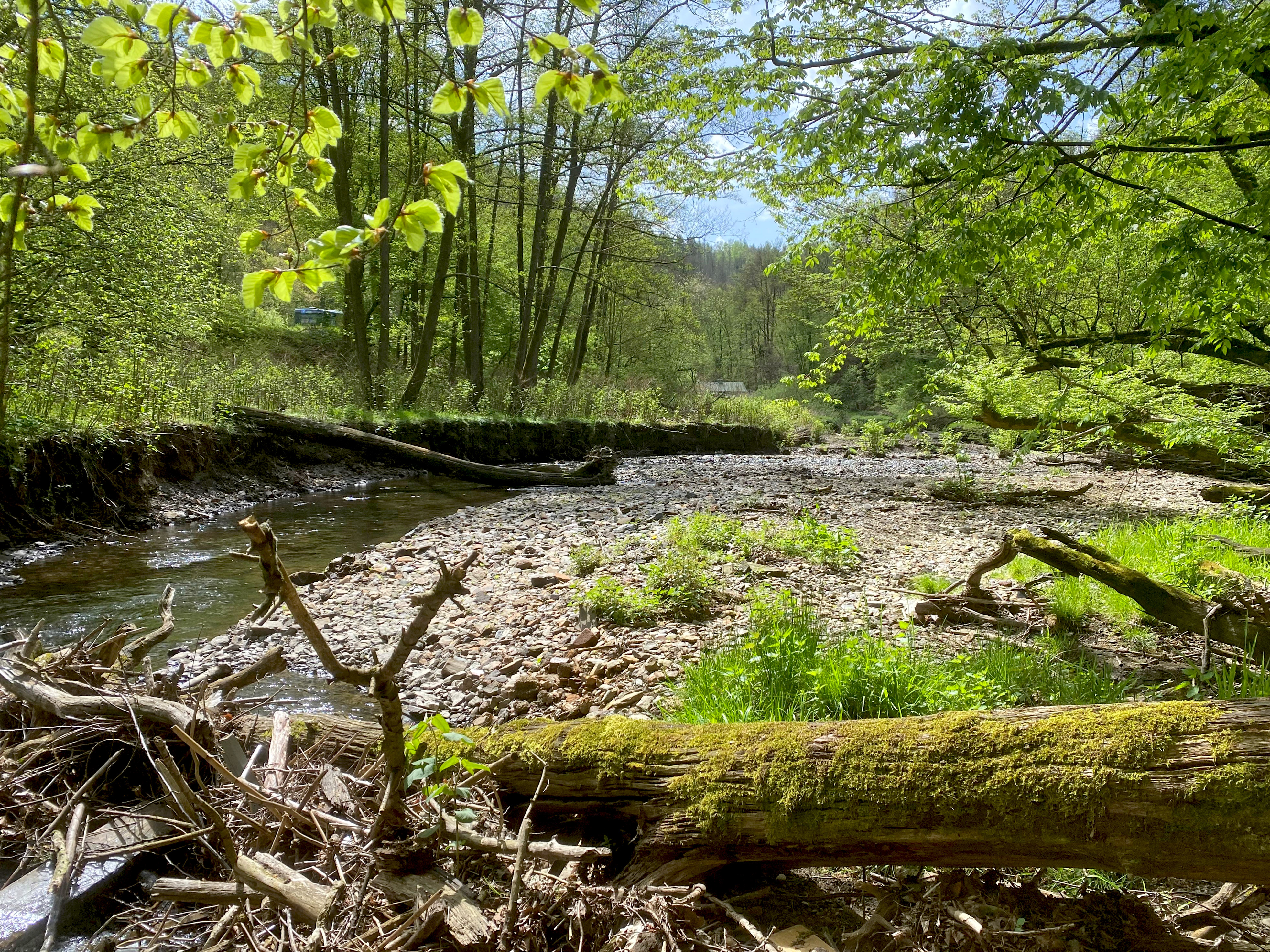
Hochwasserereignisse prägen den Eschbach im Naturschutzgebiet
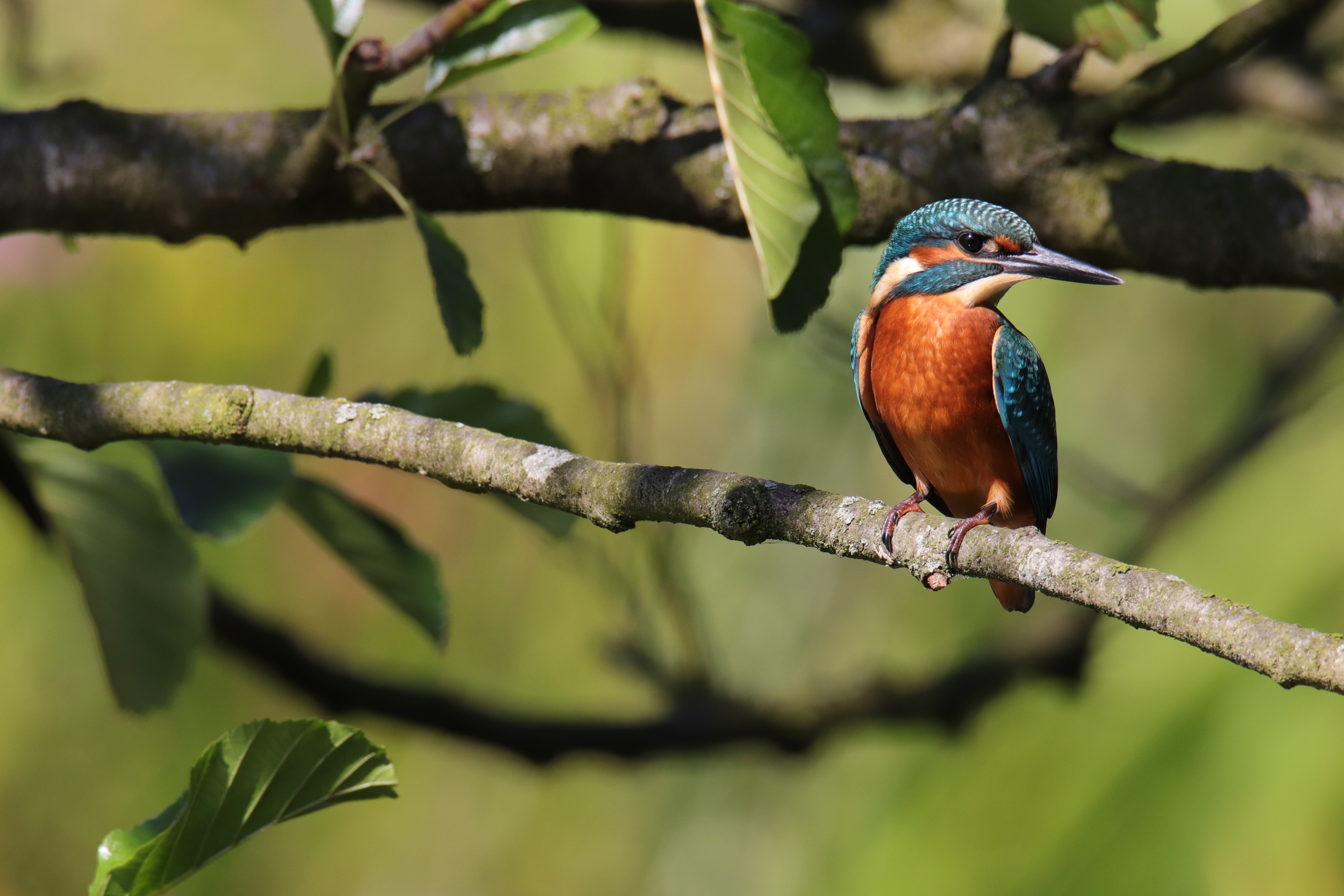
Eisvogel (Acledo atthis)
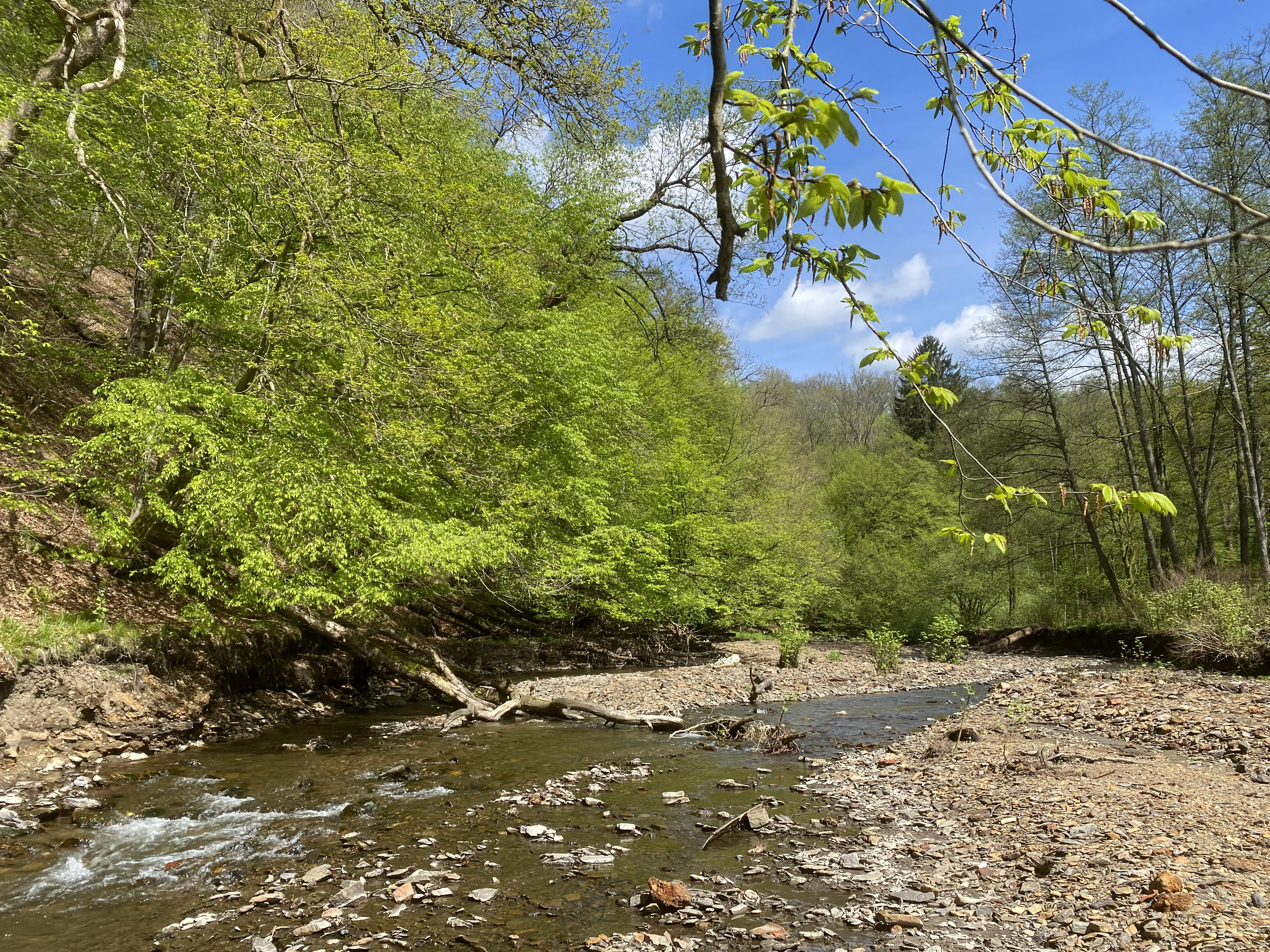
Schotterinsel im Eschbach
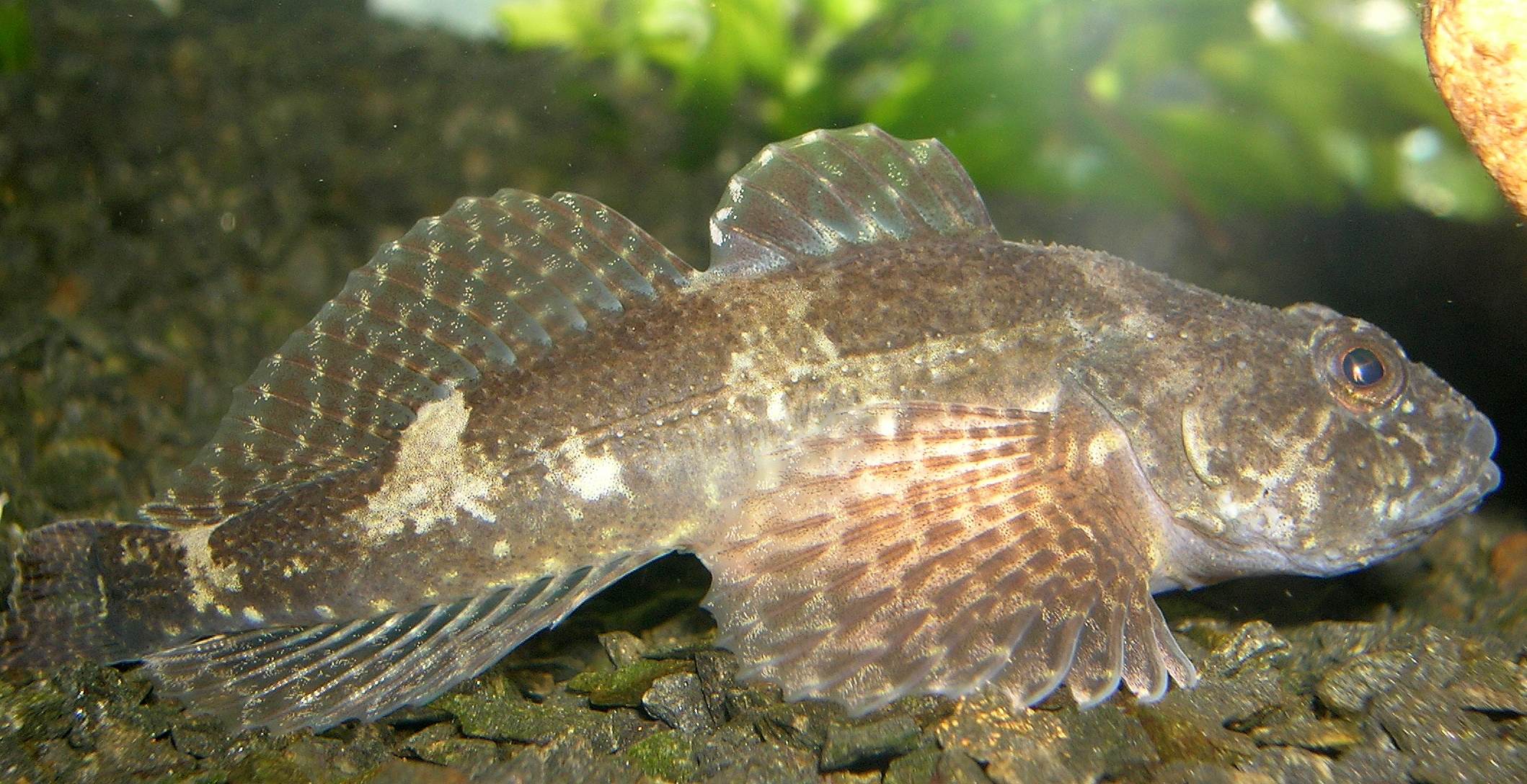
Groppe (Cottus gobio)
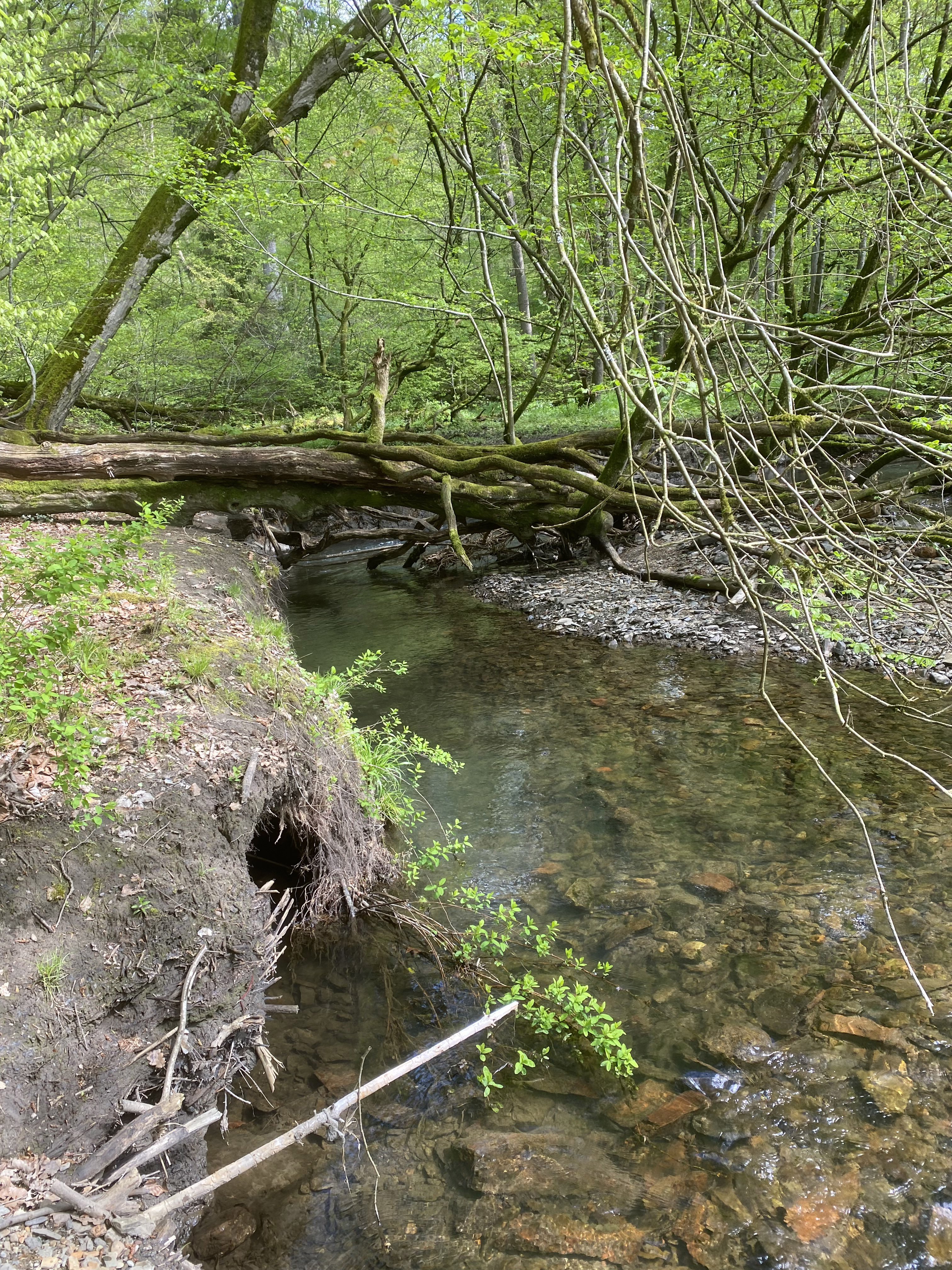
Naturnaher Bachverlauf des Eschbaches
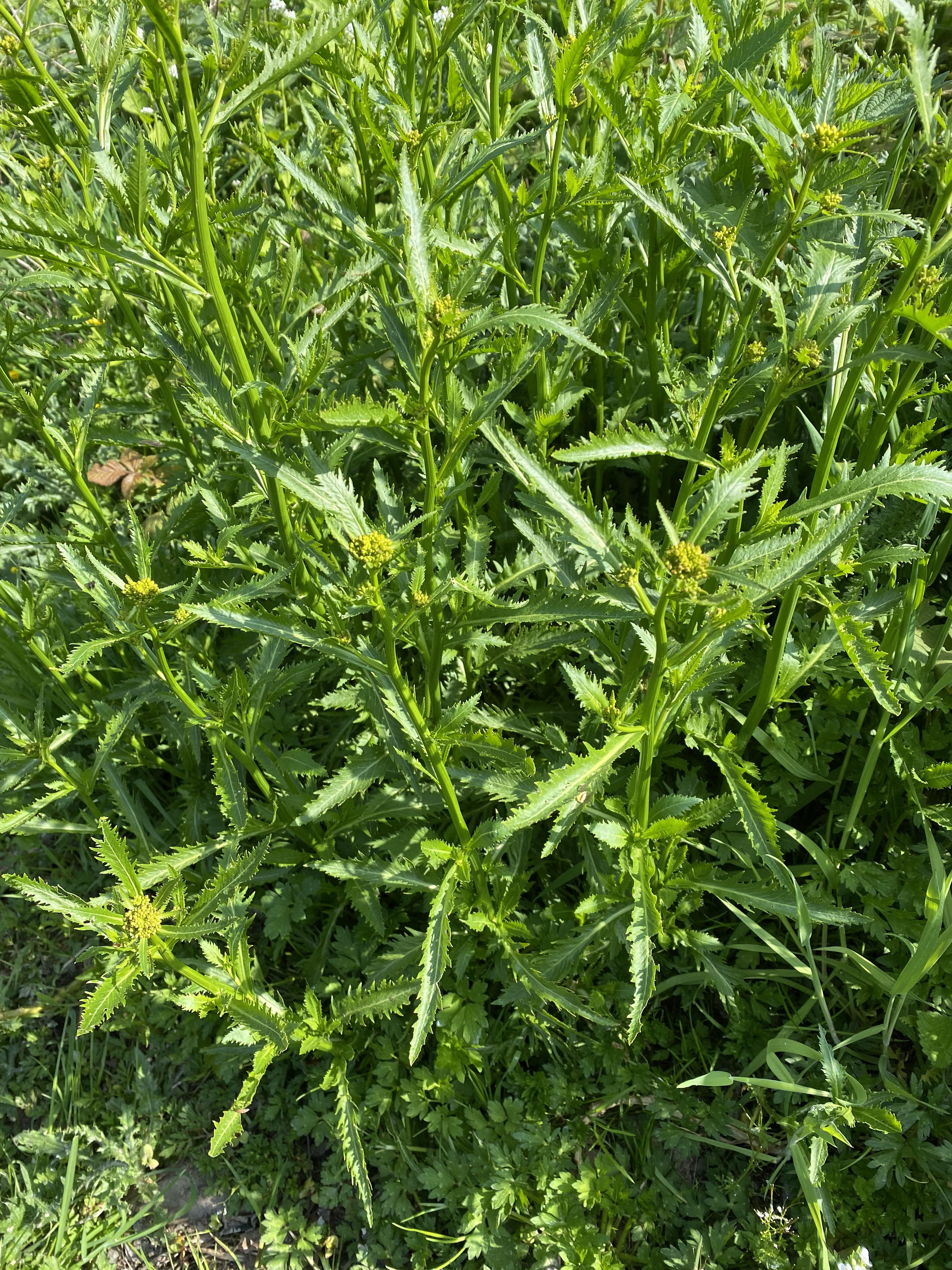
Wasser-Sumpfkresse (Rorippa amphibia)